# L'Abeille-polka
Pour les articles homonymes, voir Abeille (homonymie) et Polka.
Ne doit pas être confondu avec Le Vol du bourdon ou Tritsch-Tratsch-Polka.
L'Abeille ou L'Abeille-polka (Die Biene-Polka en allemand), op. 54, est une polka pour orchestre symphonique, composée vers 1869 par le compositeur autrichien Eduard Strauss, une des compositions les plus célèbres de son œuvre et de celle de la famille Strauss.

## Histoire

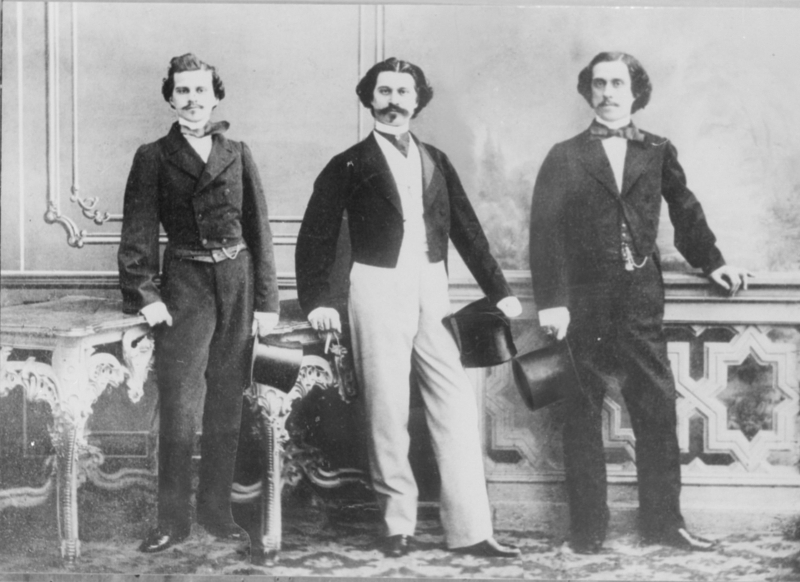
Eduard Strauss et ses frères Johann Strauss II et Josef Strauss, vers 1860.

Compositeur prolifique de près de 300 œuvres de musique classique, Eduard Strauss est le fils du compositeur autrichien Johann Strauss (père), et le frère cadet de Johann Strauss II et Josef Strauss, trois des compositeurs virtuoses les plus célèbres de l'histoire de la musique classique, reconnus entre autres comme des « maîtres de la polka » à une période d'important succès de « polka-mania » dans toute l'Europe. 
Eduard Strauss compose cet opus 54 de son œuvre, vers l'âge de 34 ans, une polka modérément rapide (polka-schnell, en allemand) avec des airs de valse viennoise, en s'inspirant du vol léger et vif des abeilles (ou de la danse des abeilles) avec une orchestration poétique, bourdonnante, vive, virevoltante et agile. 
Il créé cette œuvre avec succès le 7 novembre 1869 à Vienne (Autriche). 
Cette œuvre a très probablement inspiré le célèbre « Le Vol du bourdon » de l'opéra Le Conte du tsar Saltan, composé vers 1900 par le compositeur russe Nikolaï Rimski-Korsakov.